# Plano Educacional Individualizado
O Plano Educacional Individualizado (PEI) é um documento desenvolvido para cada criança que necessita de serviços de educação especial. É criado com a autorização de pais da criança e professores que conhecem as necessidades da criança. O PEI deve ser revistos todos os anos para acompanhar o progresso educativo da criança. Em países como os Estados Unidos, é um documento previsto em lei e presente nas escolas públicas. O PEI também está presente em outros países, como Reino Unido, Canadá, Arábia Saudita e China.